# Tamara Gverdts'iteli
Tamara (Tamariko) Gverdts'iteli (in georgiano თამარა (თამრიკო) გვერდწითელი?, in russo Тамара (Тамарико) Гвердцители?, Tamara (Tamariko) Gverdciteli; Tbilisi, 18 gennaio 1962) è una cantante georgiana con cittadinanza russa, già sovietica.

## Discografia
- 1985 – Muzyka
- 1992 – Ispoved'
- 1994 – Vivat, korol'
- 1996 – Spasibo, muzyka, tebe!
- 2001 – Posvjaščenije ženščine
- 2002 – Mne včera prisnilos' nebo
- 2002 – Vivat, ljubov', vivat!
- 2004 – Muzyka – chram duši
- 2008 – Vozdušnyj poceluj
- 2016 – Tamara Gverdts'iteli
- 2017 – Momele

## Onorificenze
- 1984 – Premio Lenin Komsomol[3]
- 1989 – Artista onorato della Repubblica Socialista Sovietica Georgiana[4]
- 1991 – Artista del popolo della Repubblica Socialista Sovietica Georgiana[4]
- 2004 – Artista del popolo della Federazione Russa[5]
- 2008 – Medaglia di Puškin[3]
- 2010 – Ordine d'onore[6]